# Penkill Castle
Penkill Castle er en borg fra 1500-tallet, der ligger omkring 1 km syd for Old Dailly, nordøst for Girvan i South Ayrshire, Skotland. Den blev opført af Boyd-familien, der i familie med jarlerne af Kilmarnock.
Det oprindelige tre-etagers beboelsestårn blev udvidet i 1600-tallet til en L-formet bygning. Borgen forfaldt og var en ruin i begyndelsen af 1800-tallet. Fra 1857 og fremefter blev bygningen dog restaureret, og der blev tilføjet en moderne fløj mod øst.